# Anna Granovská
Anna Granovská († po 2. září 1452) byla jako manželka opolského knížete Boleslava V. Heretika opolská kněžna.

## Životopis
Anna se narodila jako třetí z pěti dětí z manželství pozdější polské královny Alžběty z Pilicy a jejího třetího (možná ale prvního – historické zprávy se v tomto směru rozcházejí) manžela, kastelána Vincence Granovského.

### Manželství a potomci
Roku 1417 projevil o ruku Alžběty nebo její mladší sestry Hedviky olešnický kníže Konrád VII. Bílý, k realizaci těchto plánů však nakonec nedošlo, patrně z důvodu špatné majetkové situace nápadníka, který neměl vlastní državy a potuloval se po jiných dvorech.
V březnu roku 1418 se díky zprostředkování vratislavského biskupa Jana Kropidla a přičiněním svého otčíma, polského krále Vladislava II. Jagella provdala za opolského knížete Boleslava V. zvaného Heretik, jemuž jako věno přinesla Pilicu.
Po svatbě s Bolkem Alžběta udržovala stálý kontakt s matkou i s krakovským dvorem, kde i pobývala v roce 1420, kdy byla mužem zapuzena. Manželství nenáleželo ke zdařilým svazkům a bylo zrušeno po 5. lednu roku 1427, nejpozději však v roce 1451. Připouští se, že důvodem byly rozdíly v náboženských názorech manželů.
Z manželství se narodil jediný syn Václav, který zemřel jako dítě.
Ještě za života Alžběty, v roce 1451, se Bolek oženil s Hedvikou Biesównou, dcerou Adama Biesa ze vsi Kujawy.
Naposledy se Alžběta objevuje v historických pramenech 2. září roku 1452. Přesné datum jejího úmrtí ani místo posledního odpočinku nejsou známy.